# 阿木冬·尼牙孜
阿木冬·尼牙孜（維吾爾語：ھامۇدۇن نىياز‎，拉丁维文：Hamudun Niyaz，1932年11月—），男，维吾尔族，新疆轮台人，中华人民共和国政治人物。

## 生平
阿木冬·尼牙孜是中专学历。早年担任轮台县塔尔拉克小学教员，随后从政，担任轮台县团委组织部部长、团县委书记、书记处书记。1962年，担任新疆维吾尔自治区商业厅副厅长、新疆维吾尔自治区供销社副主任。1966年，担任乌鲁木齐市人民委员会市长。同年文化大革命爆发后，不久阿木冬·尼牙孜便下台。此后，在文化大革命期间，阿木冬·尼牙孜复出，历任乌鲁木齐市革命委员会副主任、主任，中共乌鲁木齐市委副书记、书记。1978年，升任新疆维吾尔自治区革命委员会副主任。1979年，改为新疆维吾尔自治区人民政府副主席。他还担任中共新疆维吾尔自治区委常委、政法委员会书记。1985年后，历任新疆维吾尔自治区第六、七届人大常委会主任。1985年起，任第三届中共新疆维吾尔自治区委副书记兼政法委书记。1991年3月，当选第四届中共新疆维吾尔自治区委副书记。1993年1月，当选第八届新疆维吾尔自治区人大常委会主任。1998年1月，当选第九届新疆维吾尔自治区人大常委会主任。
他是第四届至第八届全国人大代表，第五届全国人大民族委员会副主任委员。中共十一届三中全会、十二大当选为中央纪律检查委员会委员，中共十三大代表。